# Auguste Rodin
Auguste Rodin, celým jménem François Auguste René Rodin (12. listopadu 1840 Paříž – 17. listopadu 1917 Meudon), byl jedním z největších sochařů 19. století. Vycházel ze studia antiky, gotiky, renesance a orientálního umění. Za základ své umělecké činnosti pokládal přírodu, z níž vycházel a zůstal jí věrný až do smrti. Lidské tělo bylo pro něj nejvhodnějším prostředkem, kterým je možné vyjádřit každý duševní stav. Rodinem začíná éra moderního sochařství.

## Život

### Mládí

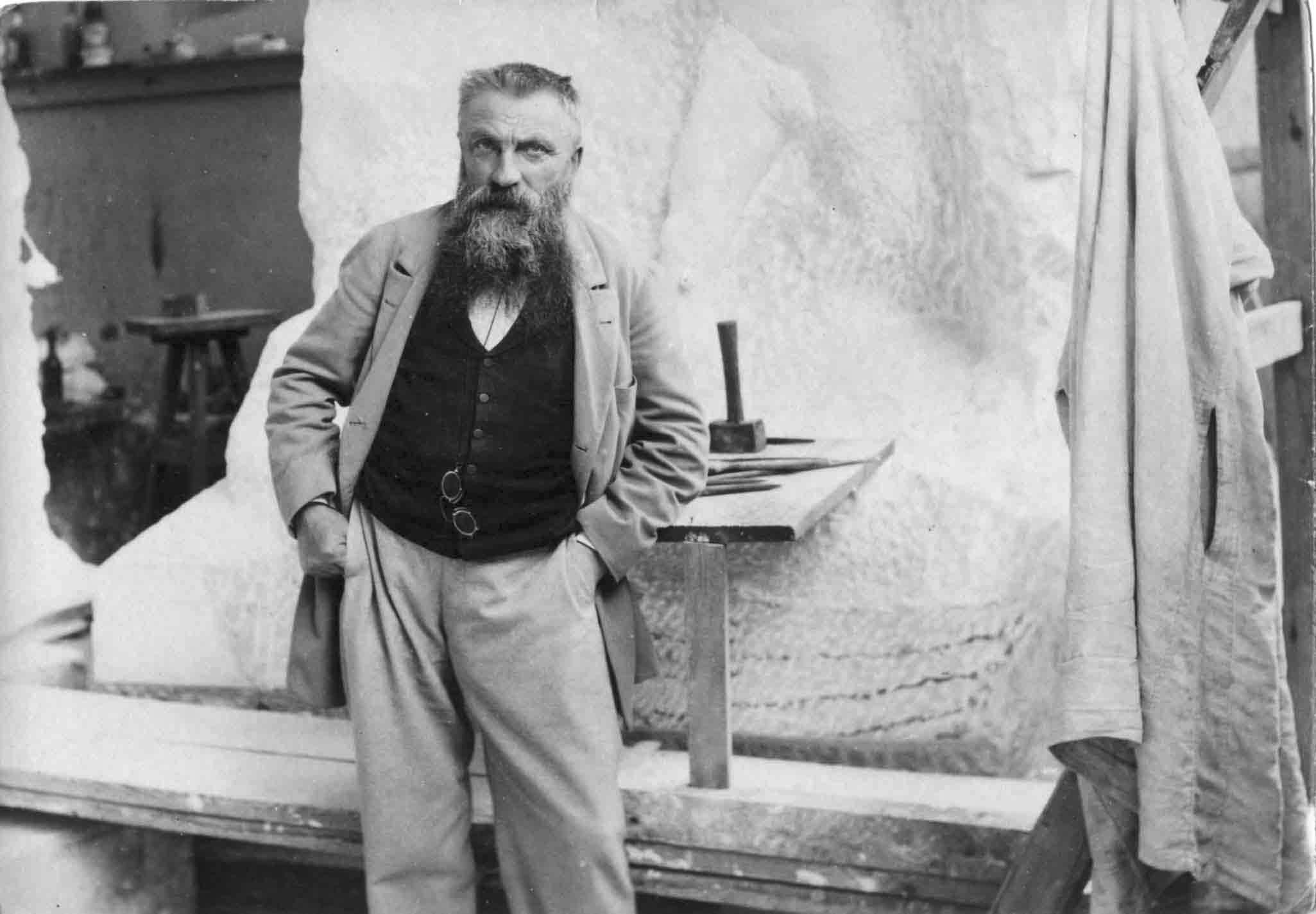
Rodin, 1898

Pocházel z konzervativní úřednické rodiny. Jeho otec Jean-Baptiste byl policejní úředník. Rodiče nebyli bohatí, ale svému synovi se snažili poskytnout nejlepší vzdělání. Jako desetiletý začal brát hodiny kreslení, které mu šlo lépe než ostatní předměty. Ve věku 13 let se stal žákem École Spéciale de Dessin et de Mathématiques (Petit École), později známé jako  École des Arts décoratifs. Na ní se na rozdíl od akademické École des Beaux-Arts učilo spíš umělecké řemeslo a užité umění. Zde objevil hlínu a její tvárnost. V roce 1857 školu opustil a pokusil se o přijetí na  École des Beaux-Arts, která poskytovala nejlepší akademické umělecké vzdělání. Navzdory talentu třikrát neuspěl v sochařské zkoušce, protože jeho styl neodpovídal tradičnímu akademickému projevu. 
Rodinné poměry jej záhy přinutily, aby si sám vydělával na živobytí. Paříž byla v té době dynamicky se rozvíjejícím městem, velkolepé přestavby, opravy domů a výstavba nových bulvárů žádaly velké množství řemeslníků. Jedním z nich byl i dekoratér Auguste Rodin. Stal se řemeslníkem v dílnách různých sochařů, ozdobných štukatérů a dekoratérů. Na „velké“ umění mu zůstával čas jen po celodenní náročné práci. 

### Počátek kariéry umělce

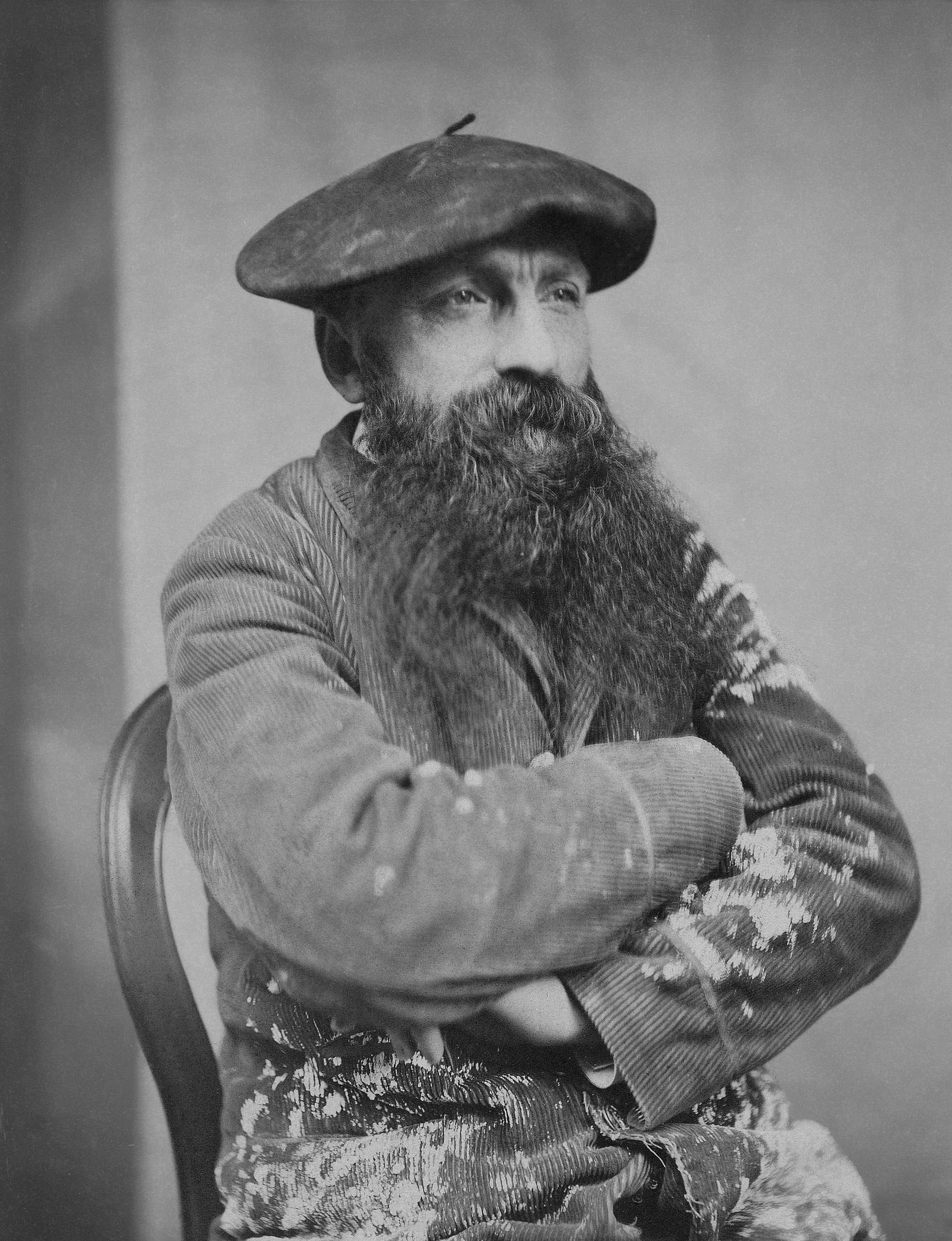
Auguste Rodin

Rok 1862 byl pro něj zlomový. Smutek ze smrti milované sestry jej přivedl do řádu Kongregace bratří nejsvětější svátosti (Frères du Très Saint-Sacrement). Tam potkal otce Pietra Juliena Eymarda, který pochopil, že z Rodina sice může být mnich, ale štěstí mu to nepřinese. Povzbuzoval jej, aby pokračoval v umělecké tvorbě. O rok později se už mladý Rodin připravoval na svůj debut na pařížském Salonu. Jeho modelem se stal dělník Bibi. Bibi byl škaredý a měl zlomený nos. Rodina však zaujal výraz jeho tváře, a tak vznikla zpočátku odmítaná, později světoznámá busta Muž s přeraženým nosem. Za její definitivní podobu byla pravděpodobně odpovědná zima v jeho ateliéru. Působením mrazu odpadla její zadní část, a tak se z busty stala maska. Na Salon se však nedostala, odmítli ji dvakrát. Slávu získala až po deseti letech.
V roce 1864 se seznámil s Rose Beuretovou, negramotnou švadlenou, která se stala jeho modelkou a životní partnerkou. V roce 1866 se mu narodil syn Auguste Eugène Beuret (1866-1934) a Rodin se musel starat o jejich obživu. V letech 1865–1870  pracoval v ateliéru tehdy módního sochaře Carrier-Belleuse, jehož hromadná produkce měla velký úspěch v buržoazních kruzích. Rodina však tato rutinní práce na komerčních zakázkách neuspokojovala.  Během  prusko-francouzské války v roce 1870 byl mobilizován jako desátník Národní gardy, poté byl propuštěn pro krátkozrakost. Několik měsíců strávil v Belgii, kde se jako společník sochaře  Van Rasbourgha podílel na veřejných zakázkách v Bruselu a Antverpách. Bruselský Salón dokonce vystavil jeho Muže s přeraženým nosem. V  roce 1875 umělec odešel na dva měsíce do Itálie, kde navštívil Turín, Janov, Pisu, Benátky, Florencii, Řím a Neapol. Studoval díla Donatellova a Michelangelova, zdokonalil se v práci s mramorem. 

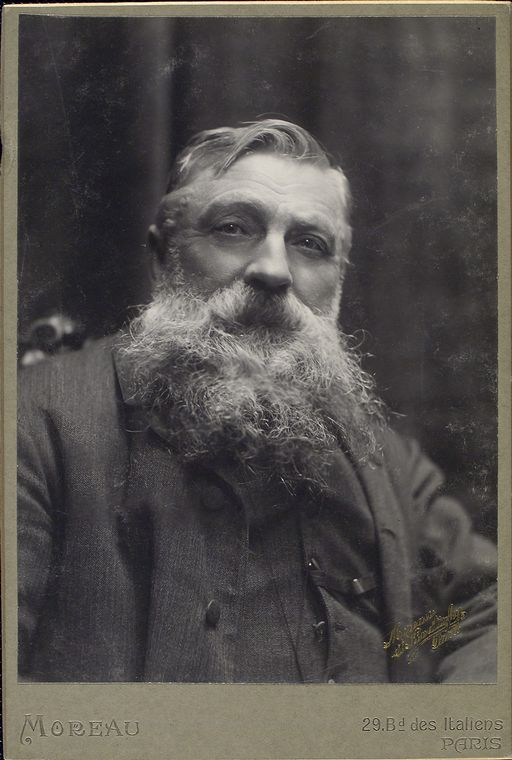
Auguste Rodin

### Období věhlasu
Po návratu do Belgie pracoval několik měsíců na velkém mužském aktu, který nazval Kovový věk. V roce 1877 sochu v životní velikosti vystavil  v Bruselu a poté na pařížském Salonu, na obou místech způsobila velký rozruch. Dílo bylo tak realistické, že Rodina obvinili z toho, že sochu nevymodeloval, ale rovnou odlil ze živého člověka.  Na jeho stranu se postavili mnozí umělci, nicméně proces očisty jeho jména trval téměř deset let. Vrátil se do dílny sochaře Carrier-Belleuse a ještě v roce 1889 si vydělával na živobytí při sochařské výzdobě pavilonů světové výstavy jako řemeslník.
V roce 1878 Rodin vytvořil  další velké dílo, bronzovou sochu Jana Křtitele v nadživotní velikosti (původně nazvanou Jdoucí muž). Obě sochy v roce 1880  zakoupil stát a přidělil mu ateliér ve skladu mramoru  na Univerzitní ulici, v němž Rodin pracoval celý život. Zároveň  byl vybrán, aby vytvořil portál plánovaného Muzea dekorativního umění. Ačkoliv muzeum nebylo nikdy postaveno, on sám pracoval 37 let na monumentálním sousoší Brána pekel, znázorňující scény Božské komedie Dante Alighieriho. Celé dílo nebylo nikdy za Rodinova života veřejně vystaveno. Bronzový odlitek byl vytvořen 10 let po Rodinově smrti. Sochy použité v Bráně pekel byly však zpracovány i jako jako samostatná umělecká díla: Myslitel (Le Penseur, původně nazvaný Básník – socha představující Danta na vrcholu Brány pekel, Polibek (Le Baiser - sousoší Paola a Francesky z Brány pekel), Ugolin,  Fugit amor. Tato díla jsou známa z pozdějších bronzových odlitků či provedení v mramoru.  Z roku 1881 jsou jeho první pokusy z oboru grafiky (Eva, busty Legrose a J.P.Laurense).

### Vztah s Camille Claudelovou
V roce 1883 Rodin souhlasil, že bude zastupovat Alfreda Bouchera na jeho sochařském kurzu, a tak potkal osmnáctiletou Camille Claudelovou, která vděčně přijala možnost učit se u největšího sochaře své doby. Claudelová byla postupně jeho modelkou, žačkou a milenkou. Byla inspirací Polibku a dalších eroticky laděných soch. Zabýval se intenzivně tématem umění a múzy a zobrazoval různé aspekty svých bouřlivých a složitých vztahů s Camille Claudelovou v dílech Básník a láska,  Genius a soucit , Sochař a jeho múza.  O Claudelové se soudí, že patří ke spolutvůrcům Občanů Calais – sousoší zachycujícímu výjev ze stoleté války. Claudelová byla také hlavním modelem pro další umělcova díla včetně Danaidy a zanechala vlastní rozsáhlé sochařské dílo zaměřené na portrét, i když množství soch zničila právě pro své nervové onemocnění. 

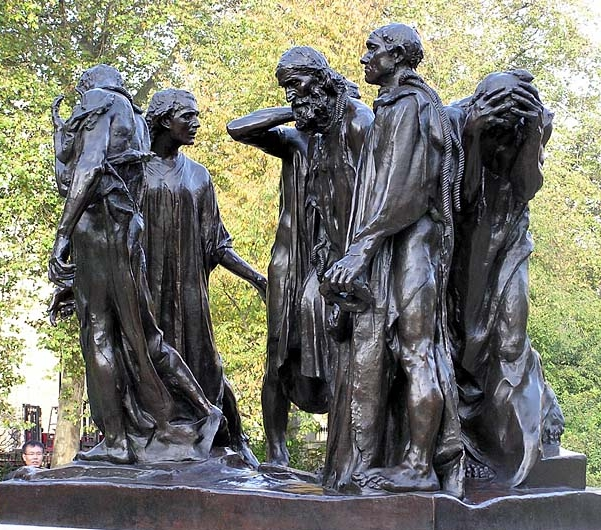
Občané Calais, Londýn

 Ačkoliv spolu sdíleli atelier v malém zámečku (68 Boulevard d’Italie, Paříž), Rodin odmítl přerušit svá pouta s Rose Beuretovou, kterou potkal v období uměleckých neúspěchů. Vášnivý a bouřlivý vztah s Claudelovou trval více než deset let, rozešli se v roce 1892. V roce 1895 se Rodin s Rose Beuretovou přestěhoval do vily des Brillants v Meudonu, kde prožil posledních dvacet let života.

### Pozdní práce
V letech 1884–1895 Rodin pracoval na svém nejznámějším sousoší - Občané z Calais. Dílo vzniklo na popud z tohoto města, aby připomnělo hrdinství skupiny občanů v průběhu stoleté války mezi Anglií a Francií. V Calais byl pomník v červnu 1895 odhalen. Následoval odlitek sousoší v Londýně, který byl odhalen v roce 1915. Sousoší dnes existuje více než deseti odlitcích po celém světě.
V roce 1887 byl jmenován rytířem Čestné legie a kresbami ilustroval vydání Baudelairových Květů zla. V roce 1889 byl Auguste Rodin jedním ze zakládajících členů Société Nationale des Beaux-Arts. 

V roce 1890 byl pověřen vytvořením Heroické busty básníka Victora Huga pro pařížský Pantheon. Podobně jako jiné z jeho veřejných zakázek se Heroická busta básníka Victora Huga setkala s odporem, neboť nesplňovala konvenční očekávání. Rozhodl se, že ho zobrazí nahého, obklopeného múzami. Sádrový model z roku 1897 byl odlit v bronzu až v roce 1964. 

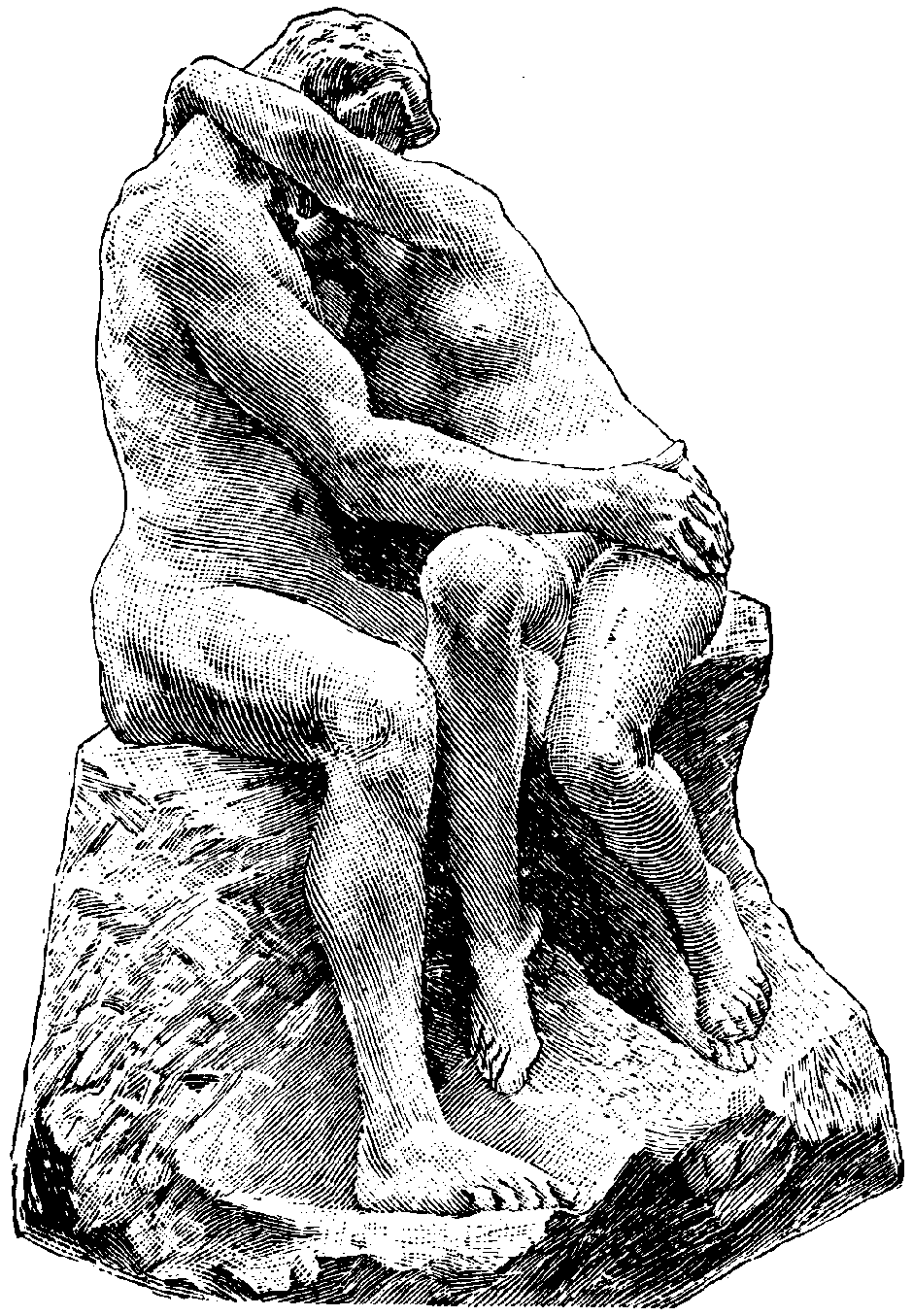
Polibek

Roku 1891 dostal čestnou  zakázku na pomník Honoré de Balzaca.  Dílo,  vystavené roku 1898 v síni na Champ-de-Mars a zobrazující robustní postavu spisovatele v koupacím plášti, bylo taktéž odmítnuto a stalo se terčem veřejného posměchu.  Rodin nakonec postavil sochu v zahradě svého domu v Meudonu.  Po těchto frustrujících zážitcích Rodin nedokončil žádnou veřejnou zakázku. Vytvořil další podobizny známých umělců i osobních přátel (Roger Marx, Gustav Mahler, Clemenceau, Helene von Nostitz, lady Sackville-West ). Mladý pomocník, sochař Henri Lebossé představil Rodinovi mechanický systém pro zvětšování nebo zmenšování soch, který mu umožňoval z originálu masově vyrábět sochy v různých měřítkách. Jeho praktikem byl od roku 1893 mladý sochař Antoine Bourdelle. 

### Závěr kariéry
Rodin  vydal Goupilovo album (pojmenované podle vydavatele-tiskaře), které obsahovalo 142 kreseb, a odhalil tak své novátorské pracovní techniky. 
V roce 1900 bylo Rodinovi 60 let. Na vlastní náklady uspořádal retrospektivu svého díla v pavilonu na Place de l'Alma na okraj Světové výstavy v Paříži.  Umístil v něm 171 plastik. Výstava mu vynesla mezinárodní uznání. Byl jmenován rytířem řádu  Leopolda Belgického. Jeho sochy zakoupila muzea v Kodani, Filadelfii, Chicagu, dostal nabídky z Budapešti, Drážďan a Londýna. V roce 1901 byl pavilon rozebrán, přenesen na jeho pozemek v Meudonu u Villy des Brillants a stal se jeho ateliérem. V roce 1902 se s ním setkal v Praze  mladý rakouský básník Rainer Maria Rilke, který o něm napsal dvě biografické eseje a stal se jeho sekretářem v letech 1905–1906. V roce 1908 se jeho výstavním prostorem v Paříži stal Hôtel Biron  v regionu Île-de-France (dnes Rodinovo muzeum). Rodin byl také velkým sběratelem starověkých římských a řeckých soch, čínských starožitností, japonských rytin a obrazů Augusta Renoira, Vincenta van Gogha, Clauda Moneta, Fritse Thaulowa nebo Eugèna Carrièra. Tyto sbírky jsou uloženy v Paříži v Musée Rodin.
Závěrem své tvůrčí kariéry se koncentroval na malé taneční studie a vytvořil množství erotických kreseb, načrtnutých aniž by zvedal tužku ze skicáře nebo odtrhl své oči od modelu. Výstava těchto kreseb ve Výmaru v roce 1906 vyvolala tzv. Kesslerův skandál a hrabě Harry Kessler byl propuštěn z Výmarského muzea. V roce  1914  vydal knihu Francouzské katedrály (Les Cathédrales de France), obsahující reprodukce 100 faksimilových kreseb. 

### Smrt
Od roku 1916 se jeho zdravotní stav zhoršoval. Utrpěl několik záchvatů mrtvice. Své sídlo v Meudonu, ateliér a umělecké sbírky daroval státu s cílem vytvořit Rodinovo muzeum.
29. ledna 1917 se oženil s Rose Beuretovou, která dva týdny po svatbě zemřela. Rodin zemřel 17. listopadu 1917 a je pohřben vedle Rose Beuretové. Na jeho hrobě v Meudonu je postaven odlitek jeho nejznámějšího díla Myslitel.
Musée Rodin na rue de Varenne 79 v 7. pařížském obvodu bylo slavnostně otevřeno 4. srpna 1919. Villa des Brillants v Meudonu s ateliérem byla  otevřena pro veřejnost v roce 1950 jako pobočka Rodinova muzea, rekonstrukce proběhla v roce 1997. 

## Pobyt v Praze a na Moravě
V roce 1902 byla uspořádána Rodinova výstava v Praze, o jejíž uskutečnění měl největší zásluhy sochař Josef Mařatka, který byl jeho asistentem v letech 1900–1904. Spolek Mánes a Akademie výtvarných umění vybudovaly pro výstavu v zahradě Kinských secesní pavilon podle návrhu architekta Jana Kotěry. Byly tu vystaveny hlavní Rodinovy kovové i mramorové sochy, např. Kovový věk, Jan Křtitel, Občané z Calais, pomník V. Huga, portréty i početný soubor kreseb. Rodin se zahájení výstavy osobně zúčastnil a byl v Praze velmi vřele přivítán. Dále byla na programu cesta Rodina na Moravu společně se Zdenkou Braunerovou a Alfonsem Muchou, při níž navštívil Hroznovou Lhotu, kde měl ateliér Joža Uprka. Ateliér navrhl Dušan Jurkovič. Na Rodina zapůsobila především místní barevnost a dekorativnost. „Připadal jsem si jako v helénském Řecku,“ poznamenal a srovnal zdejší kraj s antickou Helladou. Prý označil Slovácko za Moravskou Hellas. Jako výraz vděčnosti věnoval Rodin Alfonsi Muchovi drobné sádrové sousoší Zatracené ženy (Femmes damnées).
Město Praha zakoupilo u příležitosti výstavy v roce 1902  odlitek slavného Kovového věku, který je první Rodinovou  sochou v českých sbírkách.

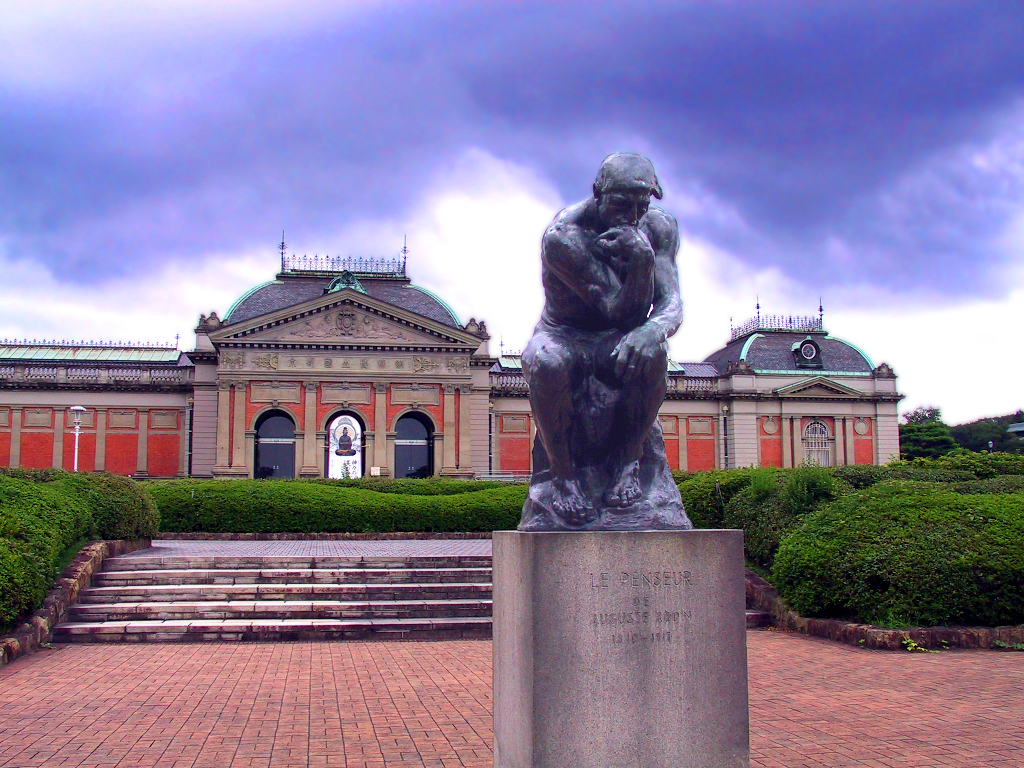
„Myslitel“ z Kyoto National Museum v Kjótu, Japonsko

Původem a významem jednotlivých jeho motivů, zejména ruky, která se probírá plnovousem, se zabýval Max Švabinský ve svém článku vydaném ku příležitosti Rodinovy výstavy v Praze.

## Umělecké metody
Rodin byl novátor hlavně přístupem k povrchu sochy a užitím ploch k efektu světla a stínu. Svoji metodu nazýval marcottage (vrstvení). Ve svých sochách rozložil trojrozměrnou formu do tance odrazů a barev, které ve výsledku působily jako impresionistické obrazy.

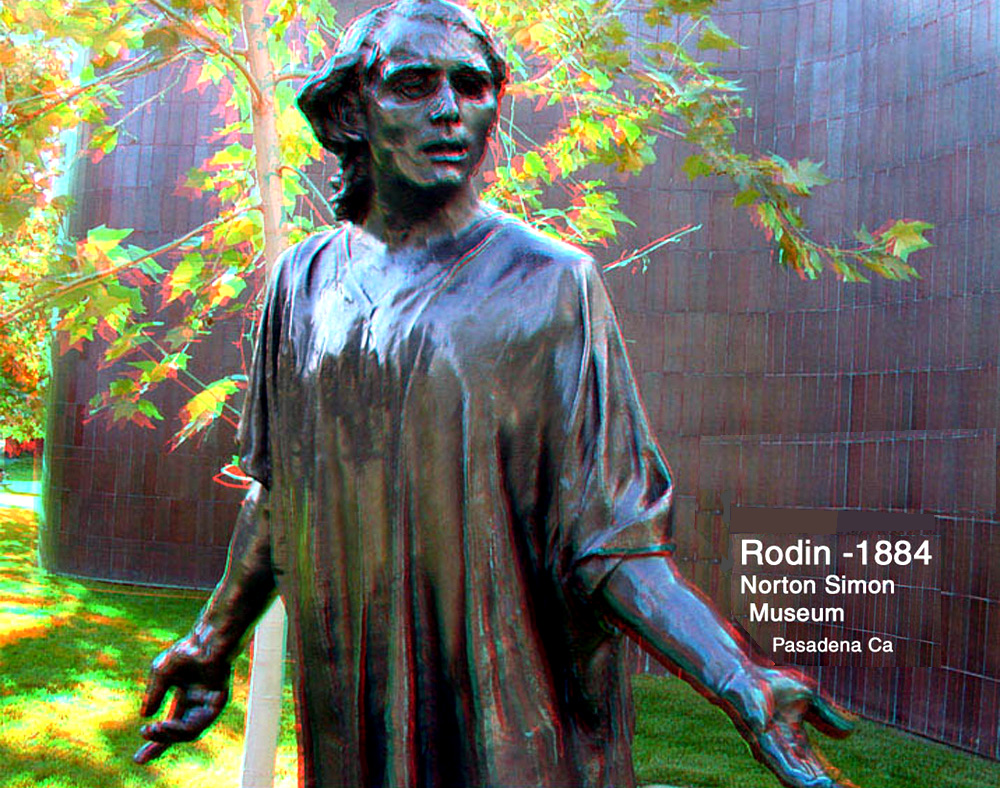
Rodin: Studie Jeana de Fiennes z Občané Calais, Norton Simon Museum, Pasadena, Kalifornie

Místo kopírování tradičních akademických postojů dával přednost práci s amatérskými modely, pouličními kejklíři, akrobaty, siláky a tanečníky. V jeho ateliéru se modelky volně procházely, zatímco sochař vytvářel hrubý hliněný model, který byl posléze upřesněn a odlit nejprve do sádry a poté do bronzu nebo vytesán do mramoru. Fascinoval jej tanec a spontánní pohyb vůbec. Jeho „Jan Křtitel“ ukazuje kráčejícího kazatele a odhaluje dvě fáze jeho pohybu současně.
 
Jako věhlasný umělec zaměstnával množství kameníků a řemeslníků, měl také řadu žáků. Mezi ně se řadí čeští sochaři Josef Mařatka (pracoval v Rodinově ateliéru v Rue de l´Université v letech 1900 – 1904) a Josef Kratina. Rodinův tým tvořilo 5 až 26 pomocníků.  Někteří zůstávali kratší dobu a vykonávali jen jednu práci. Jiní zůstali déle, jako například Antoine Bourdelle, který pro Rodina pracoval deset let. Vychoval téměř 200 studentů, mužů i žen.
Měl tým fotografů, kteří fotografovali modely, dokončené nebo rozpracované sochy. Fotografie sloužily jako skici, ale také pro korektury. Rodin na fotografických tiscích svých soch tužkou, perem, štětcem nebo lavírováním podtrhával nebo retušoval tu či onu část. 

## Citáty
- Lidstvo nebude šťastné do té doby, dokud všichni lidé nebudou mít uměleckou duši, to je dokud všichni nebudou mít radost ze své práce.
- Nemohu pochopit, že jsem ve dvaceti mohl opovrhovat ženami – a v sedmdesáti být jimi okouzlen.
- Obdiv je ušlechtilé víno pro vznešené duchy.
- Plocha a objem jsou zákony veškerého života a veškeré krásy.
- Pravda má jednu velkou výhodu: člověk si nemusí pamatovat, co řekl.
- Ten, kdo přidává zeleň jaru, červeň podzimu a purpur mladým rtům, vytváří ošklivost, protože lže.

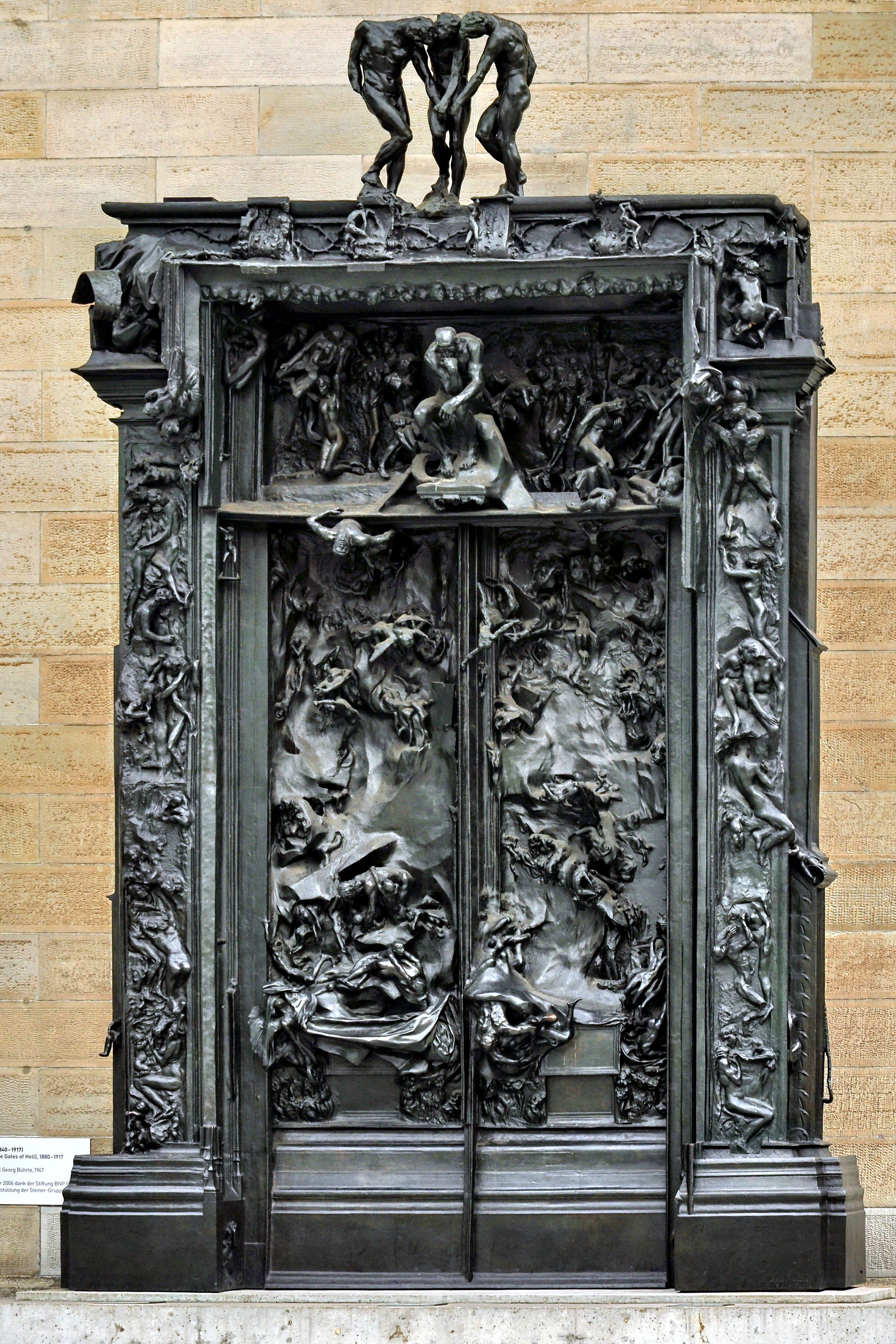
Brána pekel

## Dílo
Dílo Augusta Rodina se skládá z přibližně 7 000 soch, 10 000 kreseb, 1 000 rytin a 10 000 fotografií. U soch používal techniky modelování z hlíny, sádru, bronz, skleněná pasta, keramika a mramor. Jeho hlavním námětem je mužské či ženské lidské tělo, včetně portrétu. Často používal různé prvky a fragmenty ze svých soch nebo objektů, které spojoval do nových celků a asambláží ( Pomník Puvise de Chavannes). Zabýval se studiemi rukou, z nichž vznikla slavná díla z mramoru, jako je Katedrála, Spojené ruce, Boží ruka nebo Stvoření.
Důležitou součástí jeho tvorby byla kresba nebo rytina. 

### Významné práce
- 1863 Busta Petra Eymarda
- 1864 Muž s přeraženým nosem
- 1875/76 Kovový věk (L'age d'airain)
- 1877 Poražený
- 1878 Jan Křtitel
- 1879 Volání do zbraně
- 1882 Busta sochaře Julesa Dalou
- 1893 Balzac
- 1884 – 1895 Občané z Calais

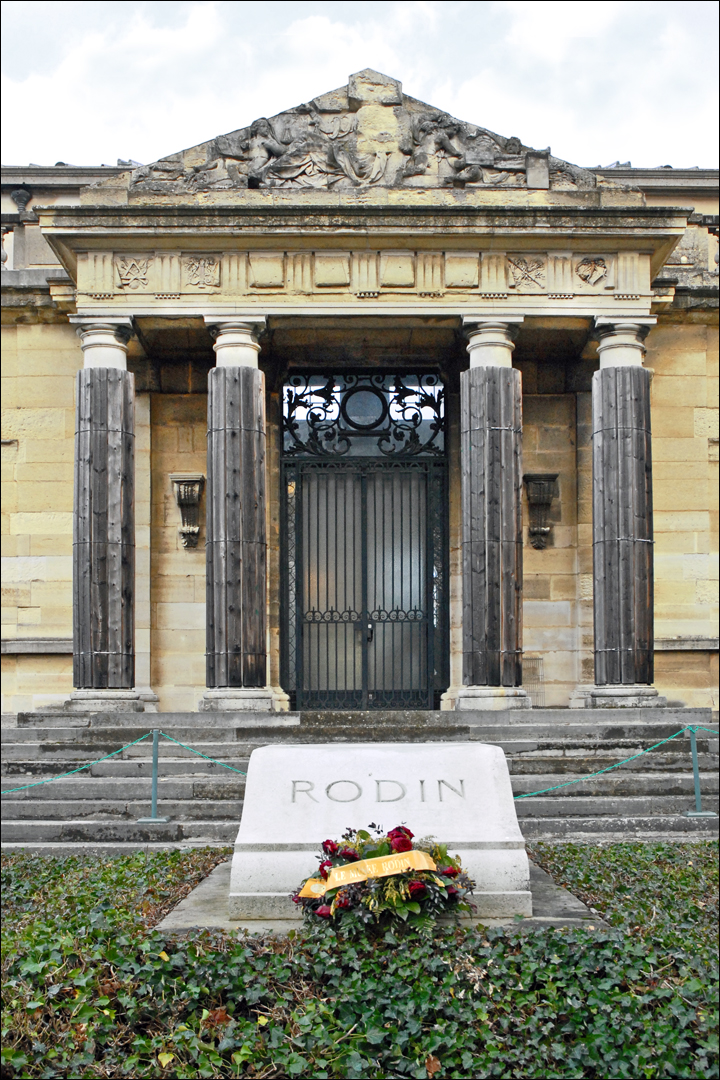
Rodinův hrob v Meudonu, nedaleko Paříže

- 1899 Kráčející muž (L'Homme qui marche), zvětšený model 1907
- 1881-2 Myslitel (Le Penseur), zvětšený model 1903
- 1881-1882 Polibek (Le Baisser), verze v mramoru vznikla mezi lety 1888-1898
- 1881 Eva
- 1884 Fugit amor
- 1884 Večné jaro
- 1880-1917 Brána pekel
- 1885 Lakomství a Chlípnost
- 1885 Danaiada
- 1886 Faun a Nymfa
- 1887 Kentaurka
- 1894 Kristus a Magdaléna
- 1895 Skon anděla
- 1897 Balzacův pomník
- 1898 Věčný Idol
- 1905 Paolo a Francesca
- 1907 Busta Heleny Nostitzové
- 1909 Heroická busta básníka Victora Huga
- 1909 Torzo mladé ženy
- 1910 Taneční studie

### Rodinova díla ve významných muzeích
- Musée Rodin, Paříž
- Alte Nationalgalerie, Berlín, SRN
- Art Institute of Chicago, Chicago, Illinois, USA
- Calais – Radnice –  Obyvatelé Calais
- California Palace of the Legion of Honor, San Francisco, Kalifornie, USA
- Detroit Institute of Art, Detroit, Michigan, USA
- Ermitáž, Petrohrad, Rusko
- Los Angeles County Museum of Art, Los Angeles, Kalifornie, USA
- Maryhill Museum of Art, Washington, D.C., USA
- Metropolitan Museum of Art, New York City, USA
- Museo Nacional de Bellas Artes, Buenos Aires, Argentina
- National Gallery of Art, Washington, D.C., USA
- National Gallery of Australia, Canberra, Austrálie
- Národní galerie v Praze, Česko
- Národní muzeum západního umění, Tokio, Japonsko
- Rodin Museum, Filadelfie, Pennsylvania, USA
- Stanfordova univerzita, Iris & B. Gerald Cantor Center for Visual Arts, Zahrada soch, Palo Alto, Kalifornie, USA
- Nová glyptotéka Carlsbergu, Kodaň, Dánsko